# Mohamed Ouennas
Mohamed Ouennas né le 1945 à Casablanca, est un footballeur international algérien, Il évoluait au poste de gardien
de but.
Le légendaire ”Gardien volant”  Ounes Mohamed, ex-dernier rempart de l’Equipe Nationale et du Mouloudia Club d’Oran (MCO), dans les années 70

## Biographie

Mohamed Ouennas (Gardien Volant)

Mohamed Ouennas Né en1945 à Casablanca, la capitale économique du Maroc, une ville plate où les terrains vagues étaient légion et favorisaient l’éclosion des jeunes footballeurs. Au milieu de la décennie 50, le jeune Mohamed était un inconditionnel des grandes surfaces de terre battue de Haï Sebata.  A voir ce joueur de catégorie minime courir derrière le ballon, personne n’aurait pensé que ce serait, quelques années plus tard, un gardien promis à un bel avenir. La confirmation ne se fait pas attendre puisque le nouveau club de Mohamed, le WAFA, évoluant en division d’honneur, le titularise en senior alors qu’il détenait une licence en cadet 2ème année. Ses prestations attirent l’attention de l’UMT, un club corporatif qui avait la possibilité d’octroyer des emplois. Et si Mohamed a paraphé la licence qu’on lui a présentée, c’est afin que son père obtienne un poste de travail pour subvenir aux besoins de sa famille. L’accès à l’indépendance de l’Algérie permet à la famille Ouenas de rentrer au pays, et c’est à Es-Sénia qu’elle s’installe. La suite coule de source : il prend place dans les bois du CO Sénia alors qu’il était encore junior. L’époque du Critérium quand Mohamed attira l’attation des dirigeants du Sporting Club de Medioni (SCMO), pour une longue carrière de 08 saisons dans les bois des Hammamas. Et comme il le répétait souvent lors de discussions amicales ”J’ai traversé l’avenue pour aller chez le club voisin, le MCO, mais après avoir passé une saison blanche, sans jouer. C’est l’effet Ouenas où il s’impose aux dépens des regrettés Larbi et Boudelal, ainsi que de Kara, lesquels, sportivement, ont dû reconnaître la supériorité du nouveau n° 1 du MCO. Il jouera même six matches pendant la première saison de la réforme, cédant sa place à l’excellent Sebaâ, digne successeur, dans un autre style, plus sobre et plus classique.
A 32 ans, il raccroche les gants à cause de la myopie pour une carrière d’entraineur
A 32 ans, Ouenas a-t-il été atteint par la limite d’âge, alors que c’est le poste d’où l’on retrouve de solides trentenaires ? Croisé récemment au niveau du marché de la Bastille, à la rue des Aurès, durant le mois de ramadhan écoulé, dans un franc-parler propre à lui, il affirme : « C’est à cause de ma myopie. D’ailleurs, si en diurne, il n’y avait pas de problèmes, en revanche, en nocturne, avec les projecteurs, c’était un handicap pour moi. Je crois que cela a influé sur ma carrière internationale ». Saïd Amara l’a nommé comme préparateur des gardiens de but, ce qui lui a permis d’entamer sa nouvelle carrière d’entraîneur, qui l’a vu travailler, outre au MCO, dans de nombreux clubs où il s’est donné à fond. D’ailleurs, il voue une admiration sans borne à Amara et Belayachi, « avec qui, j’ai énormément appris. Je n’oublie pas non plus le charisme de Mahi, vrai meneur d’hommes. Un jour, irrité par notre première mi-temps face au MCA, à Alger, il a suffi d’un regard. Le « message » est passé. Nous avons réagi et nous avons gagné ». Un photographe bien inspiré a immortalisé la fameuse envolée de Ouenas qui lui a valu le surnom de « gardien volant », doué d’une détente hors du commun, d’un coup d’œil infaillible et d’une capacité de réaction extraordinaire. Spectaculaire, ses prises de balles étaient impeccables, et ses sorties sur les ballons aériens étaient d’une rare témérité.  Dans ce poste de grosse responsabilité où les « fautes » sont sans appel contrairement aux joueurs de champ, Ouenas aura été parmi les plus brillants. Gardien titulaire dans la sélection de l’Ouest, il a eu affaire à une rude concurrence en équipe nationale. Deux capes sous l’ère Leduc constituent une reconnaissance qui a son prix, si l’on admet que les autres gardiens n’étaient autres que Abrouk (CRB), Krimo (JSM Tiaret), Zerga (MCA) et Amar (NAHD). Agé de près de 80 ans, il ne s’arrête jamais, en dépit d’une sciatique qui ne l’empêche pas de courir et de s’adonner à ses exercices d’assouplissement. Son livre de chevet actuel porte un titre significatif « Manuel de psychologie sportive », cela veut dire que Ouenas, après avoir travaillé aux côtés de Amara, Rouaï, Draoua, Belayachi, Mâatallah et Djeradi, estime avoir encore des choses à apprendre.

## Sélections
- International algérien sélectionné en 1968
- Premier match le 22/12/1968:  Algérie - France U23 (1-1)
- Dernier match le 22/12/1968:  Algérie - France U23 (1-1)
- Nombre de matchs joués: 0  (plus 2 matchs d'application)

## Palmarès
- Championnat d'Algérie en 1971 avec le MC Oran

- Vainqueur de la Coupe Algérie en 1975 avec le MC Oran